# Караогланов, Александр Гаврилович
Алекса́ндр Гаври́лович Караогла́нов (арм. Ալեքսանդր Գաբրիելի Կարաօղլանով, 21 декабря 1909 [3 января 1910] — 1 мая 2000) — советский военный деятель. Генерал-полковник-инженер (5.05.1980). Герой Социалистического Труда (1978). Заслуженный строитель СССР. Заслуженный строитель РСФСР.

## Биография

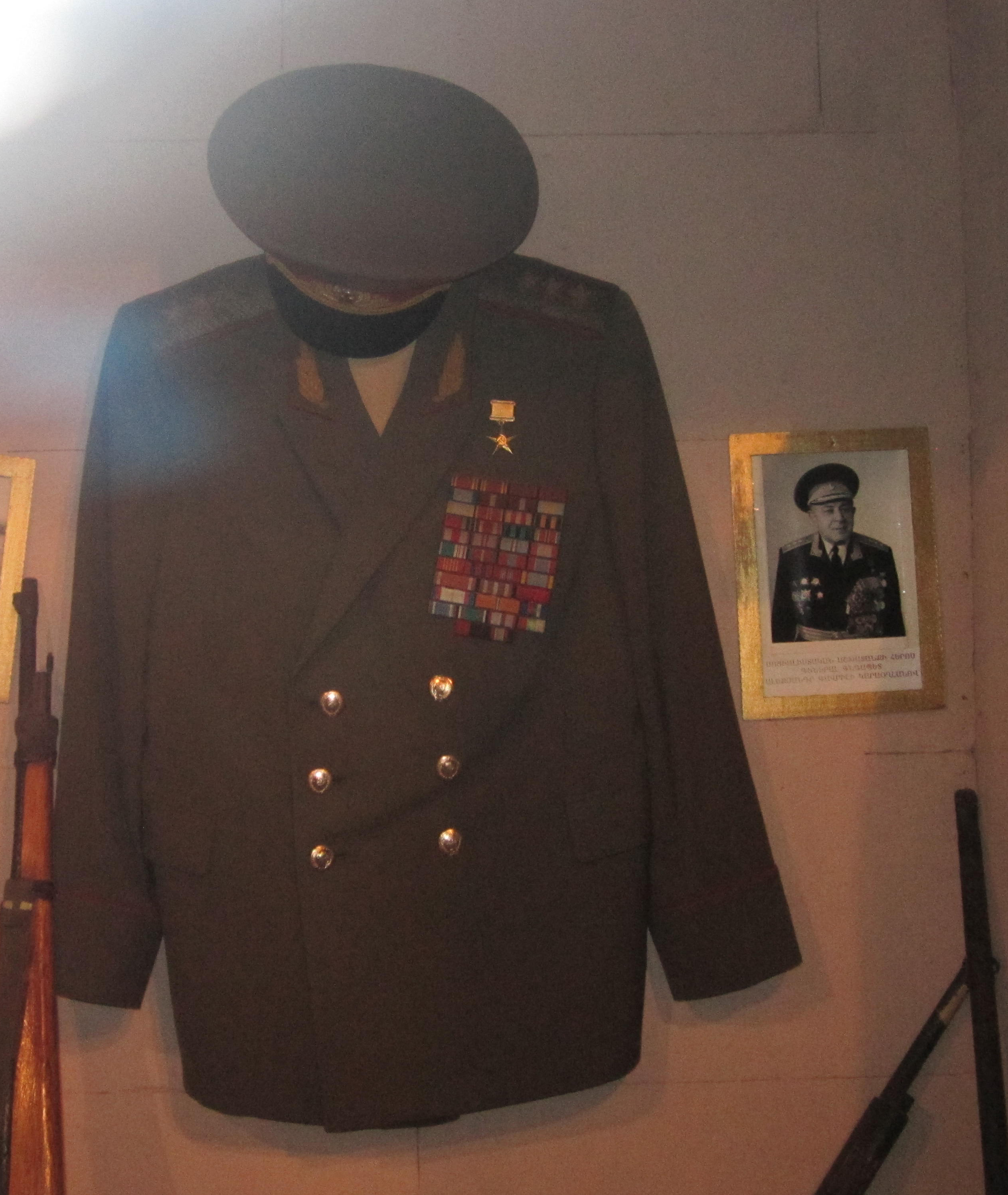
Военный китель генерал-полковника Александра Караогланова. Военно-исторический музей Министерства обороны Армении «Мать-Армения»

Родился 21 декабря 1909 года (3 января 1910 года) в селе Сагиян Шемахинского уезда Бакинской губернии.
Вначале не мечтал о военной карьере, желал работать на стройке. В Шемахе в 1924 году начал трудиться арматурщиком. В 1924—1931 годах учился на строительском факультете в Среднеазиатском индустриальном институте в Ташкенте.
Затем командование Красной Армии предложило ему в числе других отличников учёбы поступить в Военную инженерную академию имени В. В. Куйбышева. Поступив в 1931 году, окончил с отличием в феврале 1936 года. Член ВКП(б) с 1930 года.
В мае 1936 года назначен начальником Управления начальника работ Белорусского особого военного округа. Боевое крещение получил на строительстве укрепленного района в районе Пуховичи, Осиповичи, Лапичи, где в середине тридцатых годов возводились мощнейшие оборонительные сооружения: объекты для размещения трёх корпусов, кавалерийской бригады, аэродромы для военной авиации, которые, по мысли тогдашних отечественных стратегов, должны были защитить страну от вторжения с запада. В 1937 году состоялись учения, в ходе которых был отмечен умелый труд военных строителей.
В 1938 году переведен в Москву на должность начальника Управления работ № 6, а позже и № 8 Военно-строительного управления Москвы, где он занимался строительством объектов в соответствии с Постановлением Совета народных комиссаров СССР № 72 о строительстве объектов связи для всех видов сил и Генерального штаба в районе Ватутинок в Подмосковье.
Во время Великой Отечественной войны, в операции по разгрому немцев под Москвой организовывал работу военных строителей в ходе наступления. Служил в должности начальника военно-строительного управления Северо-Западного, Ленинградского и 2-го Прибалтийского фронтов, закончил войну в апреле 1945 года в Кенигсберге — оплоте германских войск в Прибалтике. Караогланова, как специалиста, поразило, какие мощные укрепления были возведены в этой военной крепости, и как умело и быстро они были взломаны Красной Армией.
После окончания войны назначен начальником Строительного управления в Прибалтийский военный округ (город Рига). В 1947 году назначается в Центральное управление Главвоенстроя и вскоре становится начальником Строительного управления Московского военного округа. В округе строилось большое количество объектов для войск округа и авиации.
В 1950 году в звании полковника назначается начальником строительства аэродрома «Внуково», где под его руководством осуществлено строительство комплекса, необходимого для обслуживания аэродрома, включая «слепую» посадку самолётов. В марте 1952 года назначен заместителем командующего войсками Прибалтийского военного округа. Работа, начатая в 1945 году, была продолжена: объекты для размещения войск, объекты для расквартирования войск.
В июне 1956 года назначен в Центральный аппарат Главвоенстроя Министерства обороны СССР. В 1958 году переведен на должность заместителя командующего войсками Воронежского военного округа, а в январе 1960 года — начальником Военно-строительного управления Москвы. В последние годы своей службы, с 1979 года возглавлял Государственную экспертизу и инспекцию Министерства обороны СССР, где А. Г. Караогланов занимался важнейшими государственными и военными делами.
Указом Президиума Верховного Совета СССР от 21 февраля 1978 года за выдающиеся производственные достижения и проявленную трудовую доблесть Александру Гавриловичу Караогланову присвоено звание Героя Социалистического Труда с вручением ордена Ленина и золотой медали «Серп и Молот»
В 1986 году вышел в отставку. Проживал в Москве.
Александр Гаврилович Караогланов скончался в 2000 году. Похоронен на Троекуровском кладбище.

## Воинские звания
- 1950 — Полковник,
- 1961 — Генерал-майор инженерной службы,
- 1967 — Генерал-лейтенант инженерной службы.
- 1980 — Генерал-полковник инженерной службы.

## Награды

### Награды СССР
- Герой Социалистического Труда (Указ Президиума Верховного Совета СССР от 21 февраля 1978, орден Ленина и медаль «Серп и Молот») — за выдающиеся производственные достижения и проявленную трудовую доблесть
- Два ордена Ленина (в том числе 21.2.1978);
- Орден Отечественной войны 1 степени (11.03.1985)
- Два ордена Отечественной войны 2 степени (03.02.1945; 06.06.1945)
- Орден Трудового Красного Знамени (21.06.1963)
- Два ордена Красной Звезды (11.05.1944; 1951)
- Орден «За службу Родине в Вооружённых Силах СССР» 3 степени (30.04.1975)[1]
- Медаль Жукова
- Медаль «За боевые заслуги»
- Медаль «В ознаменование 100-летия со дня рождения Владимира Ильича Ленина»
- Медаль «За оборону Москвы»
- Медаль «За победу над Германией в Великой Отечественной войне 1941—1945 гг.»
- Юбилейная медаль «Двадцать лет Победы в Великой Отечественной войне 1941—1945 гг.»
- Юбилейная медаль «Тридцать лет Победы в Великой Отечественной войне 1941—1945 гг.»
- Юбилейная медаль «Сорок лет Победы в Великой Отечественной войне 1941—1945 гг.»
- Юбилейная медаль «50 лет Победы в Великой Отечественной войне 1941—1945 гг.»
- Медаль «В память 850-летия Москвы»
- Медаль «За взятие Кёнигсберга»
- Медаль «Ветеран Вооружённых Сил СССР»
- Медаль «За укрепление боевого содружества»
- Юбилейная медаль «30 лет Советской Армии и Флота»
- Юбилейная медаль «40 лет Вооружённых Сил СССР»
- Юбилейная медаль «50 лет Вооружённых Сил СССР»
- Юбилейная медаль «60 лет Вооружённых Сил СССР»
- Юбилейная медаль «70 лет Вооружённых Сил СССР»
- Медаль «В память 800-летия Москвы»
- Медаль «За безупречную службу» 1-й степени
- Заслуженный строитель СССР[источник не указан 1262 дня]
- Заслуженный строитель РСФСР

### Иностранные награды
- Кавалер ордена Возрождения Польши (Польша)
- Орден Красного Знамени (Монголия)
- Медаль «Братство по оружию» (Польша)
- Медаль «За укрепление дружбы по оружию» (Чехословакия)
- Медаль «30 лет Халхин-Гольской Победы» (Монголия)
- Медаль «50 лет Монгольской Народной Революции» (Монголия)
- Медаль «50 лет Монгольской Народной Армии» (Монголия)
- Медаль «60 лет Монгольской Народной Армии» (Монголия)
- Медаль «30 лет Победы над милитаристской Японией» (Монголия)

Так же награждён государственными наградами Болгарии.